# Jorge Barajas
Jorge Alejandro Barajas González (Ciudad de Armería, 7 maggio 1991) è un pallavolista messicano.
Gioca nel ruolo di schiacciatore nei Bravos de Michoacán.

## Palmarès

### Club
- Campionato messicano: 1

2015, 2016

### Nazionale (competizioni minori)
- Final Four Cup 2013
- Campionato nordamericano Under-19 2008
- Coppa Panamericana 2013
- Giochi centramericani e caraibici 2018
- Coppa Panamericana 2019

### Premi individuali
- 2008 - Campionato nordamericano Under-19: Miglior muro
- 2011 - Coppa panamericana Under-21: Miglior palleggiatore
- 2015 - Campionato nordamericano: Miglior schiacciatore
- 2016 - Qualificazioni ai Giochi della XXXI Olimpiade: Miglior ricevitore
- 2016 - Coppa panamericana: Miglior realizzatore
- 2016 - Coppa panamericana: Miglior schiacciatore
- 2017 - Campionato nordamericano: Miglior schiacciatore
- 2019 - Coppa panamericana: Miglior ricevitore